# Claudio Acquaviva
Claudio Acquaviva d'Aragona (Atri, 14 settembre 1543 – Roma, 31 gennaio 1615) è stato un gesuita italiano, quinto Preposito Generale dal 1581 alla morte.

## Biografia
Appartenente alla famiglia nobile Acquaviva d'Aragona, nono dei dieci figli di Giannantonio Donato Acquaviva d'Aragona, IX duca d'Atri, e di Isabella Spinelli, studiò giurisprudenza presso l'Università di Perugia e, divenuto sacerdote, entrò presso la corte pontificia come camerlengo sotto papa Pio V.
Amico di Francesco Borgia, entrò nei gesuiti come novizio il 22 luglio 1567 e approfondì gli studi filosofici e teologici: fu Superiore Provinciale prima di Napoli e poi di Roma.
La IV Congregazione Generale, alla morte di Everardo Mercuriano, lo elesse quinto Preposito generale della Compagnia di Gesù il 19 febbraio 1581 (il più giovane in tutta la storia della Compagnia di Gesù a soli 37 anni). Il suo è stato il più lungo generalato della storia dei gesuiti: 34 anni. Durante il governo del quinto successore di Sant'Ignazio il numero dei membri dell'ordine passò da circa 5000 ad oltre 13000 e, nonostante diverse difficoltà (l'accusa di pelagianesimo mossa alla dottrina della giustificazione di Luis de Molina, quella a Juan de Mariana di aver ispirato l'assassinio di Enrico IV di Francia), il prestigio dell'ordine si accrebbe sia presso le corti che presso i ceti umili.
Acquaviva diede anche un notevole impulso all'attività missionaria, sia in Europa (Gran Bretagna, Germania, Boemia) che in Paraguay, in Africa, e in Asia, ove operava il Visitatore Alessandro Valignano, soprattutto in  India, Molucche, Giappone e Cina. Portò a compimento la redazione della Ratio Studiorum, l'insieme delle regole didattiche e pedagogiche per i collegi gesuiti.

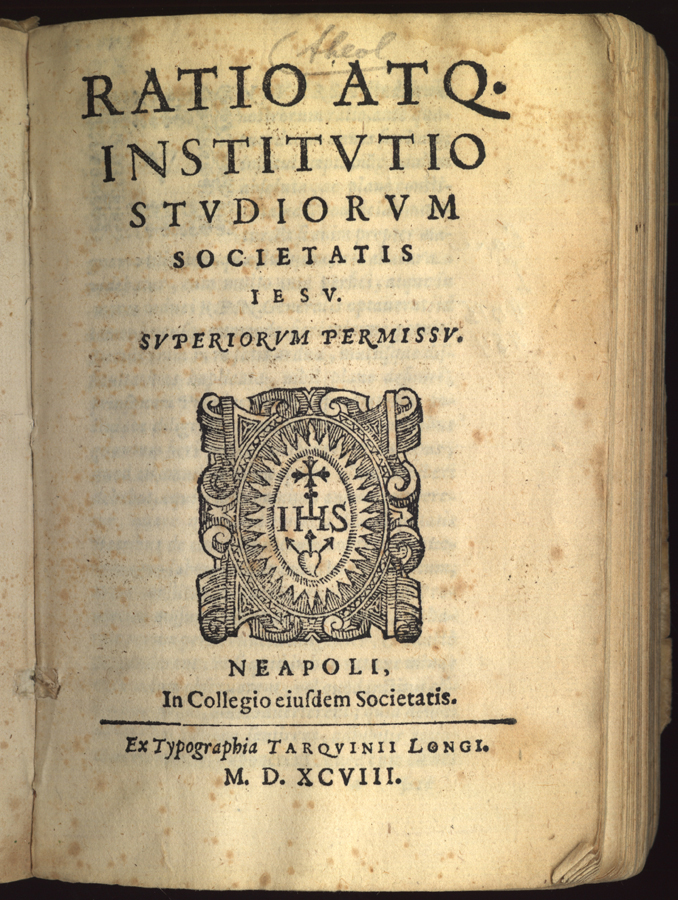
Ratio Studiorum

## Scritti
- Ratio atque institutio studiorum per sex patres ad id iussu R.P. praepositi generalis deputatos conscripta, Romae, in Collegio Societatis Iesu, 1586 (Romae, excudebat Franciscus Zanettus, 1586);
  - successive edizioni:
- Ratio atq. institutio studiorum, Romae, in Collegio Societatis Iesu, 1591 (Romae, in Collegio eiusdem Societatis, 1591);
- Ratio atq. institutio studiorum Societatis Iesu, Neapoli, in collegio eiusdem Societatis. Ex typographia Tarquinii Longi, 1598 (Neapoli, apud Tarquinium Longhum, 1599);
- R(everendi) P(atri) Claudii Aquavivae Societatis Iesu Praepositi Generalis, Industriae pro superioribus eiusdem Societatis: Ad curandos Animae morbos, Romae, in Collegio Societatis Iesu, 1606.

## Lettere e carteggi
- Lettera del nostro padre generale Claudio Acquauiua. Sopra la rinouatione dello spirito a padri & fratelli della Compagnia, (Roma, 1583?);
- Lettera della Cina dell'anno 1601. Mandata dal p. Valentino Caruaglio rettore del Collegio di Macao, al m.r.p. Claudio Acquauiua generale della Compagnia di Gesù, In Roma, nella stamperia di Luigi Zannetti, 1603;
- Lettere del R.P.N. Generale Cludio Acquaviva, in Lettere de' prepositi generali a' padri e fratelli della Compagnia di Giesù, a cura di Bernardo d'Angeli, In Roma, nel Collegio Romano, 1606;
- Lettera del R.P.N. Claudio Acquauiua generale della Compagnia di Giesu a i prouinciali della medesima. Del recitar l'officio, e dir la messa, In Roma, per Bartolomeo Zannetti, 1603, (datata "Di Roma 10 d'agosto 1612")
- Lettera del r.p.n. Claudio Acquauiua, preposito generale della Compagnia di Giesu, scritta a pp. prouinciali della stessa Compagnia d'alcuni auertimenti per formare predicatori, s.d. (ma datata "Di Roma 28 di maggio 1613");

## Ascendenza
|                                                             |                                        |                                                   | Genitori                                                    |  |  | Nonni |  |  | Bisnonni                                                   |  |  | Trisnonni                               |  |
|                                                             |                                        |                                                   |                                                             |  |  |       |  |  | Giulio Antonio I Acquaviva d'Aragona, duca d'Atri e Teramo |  |  | Giosia Acquaviva d'Aragona, duca d'Atri |  |
|                                                             |                                        |                                                   |                                                             |  |  |       |  |  | Giulio Antonio I Acquaviva d'Aragona, duca d'Atri e Teramo |  |  | Giosia Acquaviva d'Aragona, duca d'Atri |  |
|                                                             |                                        | Anna Caldora                                      |                                                             |  |  |       |  |  | Giulio Antonio I Acquaviva d'Aragona, duca d'Atri e Teramo |  |  |                                         |  |
| Andrea Matteo III Acquaviva d'Aragona, duca d'Atri e Teramo |                                        |                                                   |                                                             |  |  |       |  |  | Giulio Antonio I Acquaviva d'Aragona, duca d'Atri e Teramo |  |  |                                         |  |
|                                                             |                                        | Caterina Orsini del Balzo, contessa di Conversano | Giovanni Antonio Orsini del Balzo, principe di Taranto      |  |  |       |  |  |                                                            |  |  |                                         |  |
|                                                             |                                        | Caterina Orsini del Balzo, contessa di Conversano | Giovanni Antonio Orsini del Balzo, principe di Taranto      |  |  |       |  |  |                                                            |  |  |                                         |  |
|                                                             |                                        | Caterina Orsini del Balzo, contessa di Conversano | Anna Caldora                                                |  |  |       |  |  |                                                            |  |  |                                         |  |
| Giannantonio Donato Acquaviva d'Aragona, duca d'Atri        |                                        | Caterina Orsini del Balzo, contessa di Conversano |                                                             |  |  |       |  |  |                                                            |  |  |                                         |  |
|                                                             |                                        | Antonio Todeschini Piccolomini, duca d'Amalfi     | Giovanni Todeschini                                         |  |  |       |  |  |                                                            |  |  |                                         |  |
|                                                             |                                        | Antonio Todeschini Piccolomini, duca d'Amalfi     | Giovanni Todeschini                                         |  |  |       |  |  |                                                            |  |  |                                         |  |
|                                                             |                                        | Antonio Todeschini Piccolomini, duca d'Amalfi     | Laudomia Piccolomini                                        |  |  |       |  |  |                                                            |  |  |                                         |  |
| Isabella Todeschini Piccolomini d'Aragona                   |                                        | Antonio Todeschini Piccolomini, duca d'Amalfi     |                                                             |  |  |       |  |  |                                                            |  |  |                                         |  |
|                                                             |                                        | Maria d'Aragona                                   | Ferrante I, re di Napoli                                    |  |  |       |  |  |                                                            |  |  |                                         |  |
|                                                             |                                        | Maria d'Aragona                                   | Ferrante I, re di Napoli                                    |  |  |       |  |  |                                                            |  |  |                                         |  |
|                                                             |                                        | Maria d'Aragona                                   | Diana Guardato                                              |  |  |       |  |  |                                                            |  |  |                                         |  |
| Claudio Acquaviva d'Aragona                                 |                                        | Maria d'Aragona                                   |                                                             |  |  |       |  |  |                                                            |  |  |                                         |  |
|                                                             | Troiano Spinelli, I barone di Summonte | Giacomo Spinelli                                  |                                                             |  |  |       |  |  |                                                            |  |  |                                         |  |
|                                                             | Troiano Spinelli, I barone di Summonte | Giacomo Spinelli                                  |                                                             |  |  |       |  |  |                                                            |  |  |                                         |  |
|                                                             | Troiano Spinelli, I barone di Summonte | …                                                 |                                                             |  |  |       |  |  |                                                            |  |  |                                         |  |
| Giovanni Battista Spinelli, I duca di Castrovillari         | Troiano Spinelli, I barone di Summonte |                                                   |                                                             |  |  |       |  |  |                                                            |  |  |                                         |  |
|                                                             |                                        | Maria Caracciolo                                  | Gualtieri Caracciolo                                        |  |  |       |  |  |                                                            |  |  |                                         |  |
|                                                             |                                        | Maria Caracciolo                                  | Gualtieri Caracciolo                                        |  |  |       |  |  |                                                            |  |  |                                         |  |
|                                                             |                                        | Maria Caracciolo                                  | Martuscella Piscicelli                                      |  |  |       |  |  |                                                            |  |  |                                         |  |
| Isabella Spinelli                                           |                                        | Maria Caracciolo                                  |                                                             |  |  |       |  |  |                                                            |  |  |                                         |  |
|                                                             |                                        | Tristano Caracciolo, signore di Ponte Albaneto    | Giovanni Caracciolo, signore di Ponte Albaneto              |  |  |       |  |  |                                                            |  |  |                                         |  |
|                                                             |                                        | Tristano Caracciolo, signore di Ponte Albaneto    | Giovanni Caracciolo, signore di Ponte Albaneto              |  |  |       |  |  |                                                            |  |  |                                         |  |
|                                                             |                                        | Tristano Caracciolo, signore di Ponte Albaneto    | Silvia Minutolo                                             |  |  |       |  |  |                                                            |  |  |                                         |  |
| Livia Caracciolo                                            |                                        | Tristano Caracciolo, signore di Ponte Albaneto    |                                                             |  |  |       |  |  |                                                            |  |  |                                         |  |
|                                                             |                                        | Beatrice Piscicelli                               | Giovanni Piscicelli, signore di Roccapiemonte e Sant'Angelo |  |  |       |  |  |                                                            |  |  |                                         |  |
|                                                             |                                        | Beatrice Piscicelli                               | Giovanni Piscicelli, signore di Roccapiemonte e Sant'Angelo |  |  |       |  |  |                                                            |  |  |                                         |  |
|                                                             |                                        | Beatrice Piscicelli                               | Vannella Acciapaccia                                        |  |  |       |  |  |                                                            |  |  |                                         |  |
|                                                             |                                        | Beatrice Piscicelli                               |                                                             |  |  |       |  |  |                                                            |  |  |                                         |  |